# Maytenus addat
Maytenus addat es una especie de planta fanerógama perteneciente a la familia Celastraceae. Es endémica de Etiopía. 

## Descripción
Es un arbusto o árbol que alcanza un tamaño de 2-30 m de altura, inerme o con espinas de 1,2 cm de largo, ramas de color marrón oscuro con lenticelas de color pardo claro, glabras; hojas acuminadas; las flores funcionalmente unisexuales, blancas, en  cimas pedunculares, glabras de 2,5-6,5 cm largo; frutas de color rosa a rojo, trigonas para redondas.

## Ecología
Se encuentra en los márgenes de los bosques y a lo largo de las corrientes de agua, con Podocarpus gracilior, Juniperus procera, Hagenia abyssinica; en el bosque, dominante junto con Buddleja polystachya y Ekebergia capensis  cubiertas de plantas epífitas y lianas a una altitud de ± 2200-3000 metros.

## Taxonomía
Maytenus addat  fue descrita por (Loes.) Sebsebe y publicado en Nordic J. Bot. 4: 465 1984.
Etimología
Maytenus: nombre genérico de  maiten, mayten o mayton, un nombre mapuche para la especie tipo Maytenus boaria.
addat: epíteto